# الخطوط الجوية الفرنسية - كيه إل إم
الخطوط الجوية الفرنسية - كيه إل إم هي شركة طيران أوربية قابضة تعمل وفقاً للقانون الفرنسي ويقع مقرها الرئيسي في مطار باريس شارل ديغول الدولي بالقرب من باريس، فرنسا.
تعد الشركة أكبر ناقل جوي من حيث إجمالي إيرادات التشغيل، والأكبر أيضا من حيث حسب عدد الكيلومترات للركاب.
الخطوط الجوية الفرنسية وكيه إل إم عضوان في تحالف سكاي تيم. تقدم الشركتان برنامجا للمسافر الدائم يسمى الرحلة الزرقاء. تعمل الشركتان تحت نفس الاسم من مينائين جويين رئيسيين هما: مطار باريس شارل ديغول الدولي، باريس ومطار سخيبول أمستردام ،أمستردام.

## التاريخ
يرجع تاريخ تأسيس الشركة إلى الاندماج الذي تم بين الخطوط الجوية الفرنسية ونظيرتها الخطوط الجوية الملكية الهولندية في 5 مايو 2004.
بموجب الاتفاق، تقوم الحكومة الفرنسية بتخفيض نسبة مشاركتها في الخطوط الفرنسية من 54.4% إلي 44% في الشركة المدمجة. انخفضت هذه النسبة تدريجيا إلى 25% ثم 18.6%.
عند الاندماج في مايو 2004، كانت الشركتان تسيران رحلات إلى 225 وجهة. في العام المنتهي في 21 مارس 2003، أقلت الشركتان معا 66.3 مليون مسافر.
في أكتوبر 2005، الخطوط الفرنسية للشحن ونطيرتها كيه إل إم للشحن (شركتي الشحن التابعتين للمجموعة) أعلنتا توحيد عملياتهما التجارية. فريق الشحن الإداري المندمج يقوم حاليا بإدارة العمليات حول العالم من هولندا.

## الشركات التابعة والمساهمات المحدودة
الشركات التابعة المملوكة كاملة للخطوط الجوية الفرنسية - كيه إل إم:
- الخطوط الجوية الفرنسية
  -  بريت آير
  -  سيتي جيت
  -  شركة الطيران الاقليمية الأوروبية (ريجونال)
  -  الفلمنكية للنقل الجوي
- كيه إل إم
  -  كيه إل إم بين المدن (سيتي هوبير)
  -  ترانسافيا.كوم للطيران
  -  مارتين للطيران

الخطوط الجوية الفرنسية للشحن هي جزء من الخطوط الجوية الفرنسية. بريت آير وشركة الطيران الإقليمية الأوروبية (ريجونال) هما شركتان إقليميتان تتبعان الجوية الفرنسية. كلا الشركتان مع سيتي جيت والفلمنكية للنقل الجوي عبارة عن شركات تابعة للجوية الفرنسية ضمن المجموعة الكاملة.
كيه إل إم للشحن هي جزء من كيه إل إم. سيتي هوبير هي الشركة الإقليمية التابعة لكيه إل إم. سيتي هوبير مع ترانسافيا ومارتين للطيران عبارة عن شركات تابعة لكيه إل إم ضمن المجموعة الكاملة.
شركات الطيران التي تساهم فيها الخطوط الجوية الفرنسية - كيه إل إم:
- كاليدونيا للنقل الجوي؛ 2%
- موريشيوس للطيران؛ 5%
- تاهيني للطيران؛ 7%
- آير لينير: 19.5%
- الخطوط الجوية الإيطالية؛ 25%
  -  آير وان
  -  آير وان بين المدن (سيتي لينير)
  -  الإيطالية إكسبريس
- كورسيكا البحر الأبيض المتوسط للطيران؛ 12%
- الخطوط الجوية الكينية؛ 26%
- الخطوط الملكية المغربية؛ 3%
  -  أطلس بلو

## الأسطول
| الناقل الجوي                               | حجم الأسطول |
| ------------------------------------------ | ----------- |
| الخطوط الجوية الفرنسية                     | 250         |
| كيه إل إم                                  | 176         |
| شركة الطيران الإقليمية الأوروبية (ريجونال) | 59          |
| بريت آير                                   | 43          |
| كيه إل إم بين المدن (سيتي هوبير)           | 57          |
| سيتي جيت                                   | 27          |
| الفلمنكية للنقل الجوي                      | 18          |
| ترانسافيا للطيران                          | 26          |
| مارتين للطيران                             | 18          |
| الإجمالي                                   | 606         |